# 4 in the Morning
"4 in the Morning" este un cântec compus de către Gwen Stefani, alături de Tony Kanal pentru cel de-al doilea album (The Sweet Escape) din cariera solo a acesteia. Melodia este o baladă influențată puternic de stilul muzicii pop al anilor 1980. Pentru producerea acesteia, Stefani a început să scrie încă din perioada în care era însărcinată, pentru a o termina alături de Kanal, un coleg de trupă și fost iubit. Ea a obținut recenziipozitive din partea criticilor.
Piesa a fost lansată ca și cel de-al treilea single al albumului. Din punct de vedere comercial ea a fost un insucces în S.U.A., dar în Europa ea s-a bucurat de un succes neprevăzut. Într-un interviu Gwen Stefani a declarat că 4 in the Morning este una dintre favoritele sale de pe albumul The Sweet Escape.

## Compunerea melodiei
Stefani a început lucrul la această melodie împreună cu basistul trupei No Doubt și fostul său iubit Tony Kanal, după terminarea turneului Harujuku Lovers Tour în anul 2005. Cei doi au compus 4 in the Morning folosind câteva dintre materialele neincluse pe albumul Love. Angel. Music. Baby (2004). Ca și sursă de inspirație cei doi au citat melodiile "Killing Me Softly with His Song" și "Eyes Without a Face" cântate de către Roberta Flack, respectiv Billy Idol.

## Recepția criticilor
4 in the Morning a fost în general bine primit de către criticii contemporani. Stephen Thomas Erlewine de la All Music Guide a numita piesa senzuală, iar PopMatters a numit-o una dintre puținele compoziții reale de pe album. Pitchfork Media i-a acordat o notă negativă melodiei, iar Chuck Taylor a comparat-o cu coloana sonoră a filmului Flashdance (1983) și a declarat că o respectă pe Stefani dimineața. Bill Lamb de la About.com a numit piesa cea mai bună melodie de pe ... The Sweet Escape.

## Videoclipul

Stefani în videoclipul 4 in the Morning.

Videoclipul a fost produs de către Sophie Muller și o prezintă pe Stefani înlăcrimată și distrasă stând în pat și cântând spre cameră în prima parte a clipului. Artista poartă un tricou alb, creație a L.A.M.B și se plimbă neliniștită prin apartament, părând distrasă de gânduri și cântând despre iubitul său, care de fapt lipsește din videoclip. După ce este surprinsă făcând baie, Gwen pleacă cu mașina într-o plimbare. Videoclipul se încheie cu Gwen stând în pat.
Videoclipul a avut premiera pe data de 27 aprilie a anului 2007, în cadrul emisiunii Total Request Live și a atins maximul, câștigând poziția cu numărul șapte. Aceeași poziție a fost obținută de către videoclip și în cadrul topului MuchMusic Countdown, devenind astfel cel mai prost clasat clip de după Luxurious (2005), care de asemenea nu s-a bucurat de un succes comercial ridicat.

## Formate
German CD maxi single
1. "4 in the Morning" (Album Version)
2. "4 in the Morning" (Jacques Lu Cont's Thin White Duke Mix)
3. "4 in the Morning" (Oskar the Punk Remix)
4. "4 in the Morning" (Music Video)

Europe Promo CD single
1. "4 in the Morning" (Radio Edit) - 4:09

## Topuri
| Chart (2007)                           | Peak position |
| -------------------------------------- | ------------- |
| Australian ARIA Singles Chart          | 9             |
| Austrian Singles Chart                 | 18            |
| Billboard Canadian Hot 100             | 7             |
| Bulgaria top 40                        | 5             |
| Belgium top 50                         | 50            |
| Dutch Top 40                           | 14            |
| Euro Chart                             | 9             |
| European Top                           | 6             |
| Finland top 20                         | 10            |
| Ireland top 50                         | 12            |
| Italy Singles Chart                    | 17            |
| French Singles Chart                   | 21            |
| German Singles Chart                   | 18            |
| Irish Singles Chart                    | 5             |
| New Zealand RIANZ Singles Chart        | 5             |
| Norway top 20                          | 14            |
| Philippine Top Hits                    | 5             |
| Romanian Top 100                       | 4             |
| Russian Top 20                         | 4             |
| Swiss top 100 singles                  | 18            |
| Swedish Singles Chart                  | 30            |
| UK Singles Chart                       | 22            |
| Ukraine Airplay Chart                  | 1             |
| United World Chart                     | 9             |
| U.S. Billboard Hot 100                 | 54            |
| U.S. Billboard Hot Adult Top 40 Tracks | 18            |
| U.S. Billboard Hot Dance Club Play     | 2             |
| U.S. Billboard Pop 100                 | 30            |
| U.S. Billboard Top 40 Mainstream       | 16            |
| World Chart                            | 5             |
| World Dance Chart                      | 19            |